# Bouchavesnes-Bergen

Bouchavesnes-Bergen este o comună în departamentul Somme, Franța. În 1 ianuarie 2022 avea o populație de 287 de locuitori.